# The Pond-Moonlight

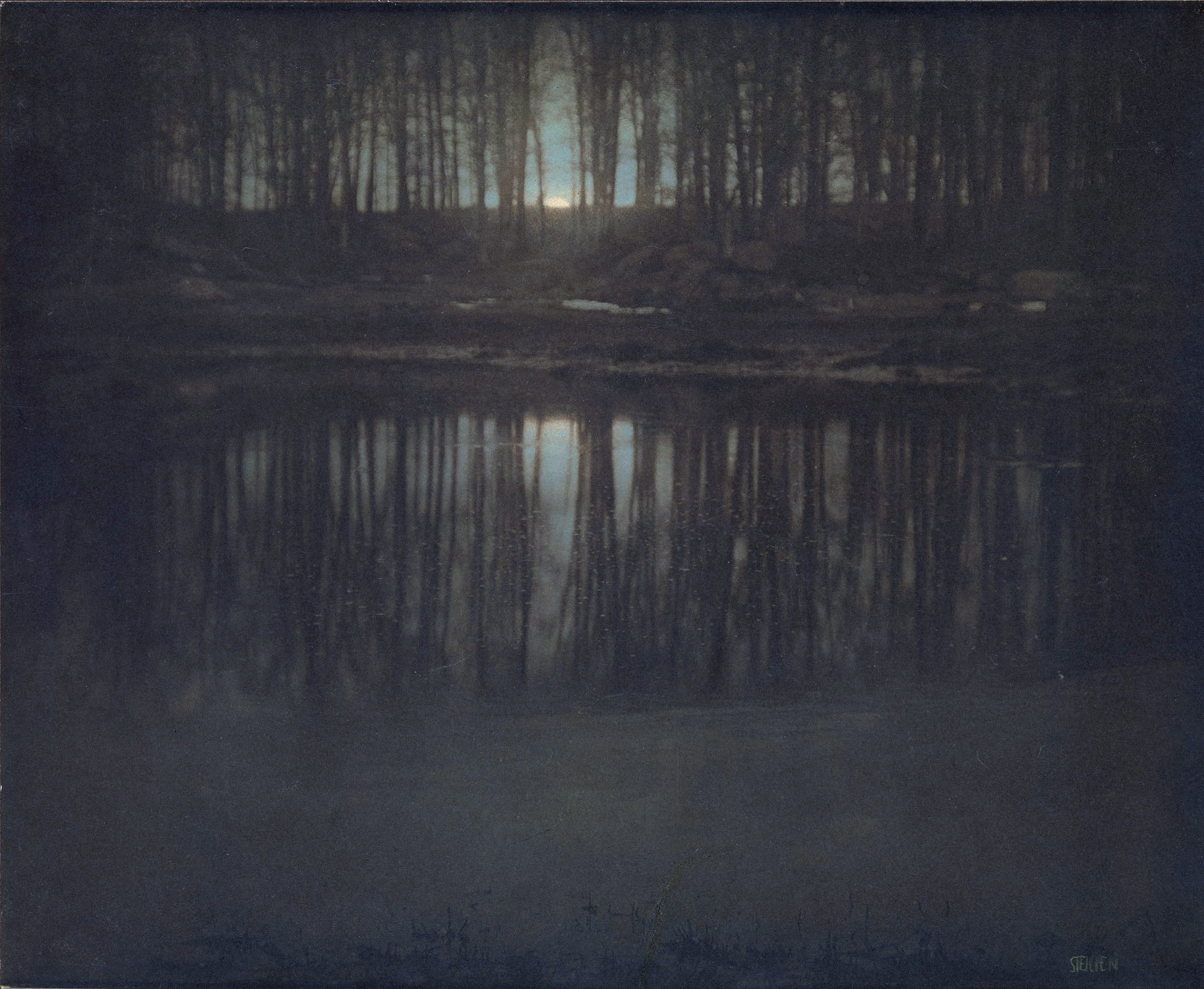
「The Pond-Moonlight」

「The Pond-Moonlight」（直訳「池：月光」）とはエドワード・スタイケンが1904年に撮影した写真作品。
写真は暗闇の池と周囲の林の合間から写る月を撮影したものであり、カラー写真の先駆者とも言われている。
現在は3枚しかコピーが現存していない。内一枚は、2006年にて、サザビーズで約351,360,000円で取引され、写真として史上最高額で落札された（後にアンドレアス・グルスキーの作品、"99-Cent II, Diptych, 2001"に記録を塗り替えられる）。